# Películas Pendelton
Películas Pendelton es una productora española especializada en cine y publicidad, fundada por el director Javier Fesser y el productor Luis Manso en 1992.

## Filmografía

### Largometrajes
- Historias lamentables (2020)
- Campeones (2018)
- Mortadelo y Filemón contra Jimmy el Cachondo (2014)
- Al final todos mueren (2013 producción del prólogo y epílogo)
- Amigos (2011 producción ejecutiva)
- Camino (2008)
- Cándida (2006)
- La gran aventura de Mortadelo y Filemón (2003)
- El milagro de P. Tinto (1998)

### Cortometrajes
- El secdleto de la tlompeta (1995)
- Aquel ritmillo (1995)
- La sorpresa (2001)
- Binta y la gran idea (2004)
- Invictus, el correo del César (2013)

### Otros
- Javi y Lucy (2001) Serie web para plus.es
- Gomaespuma (como realizador y guionista) (1995)